# 燕短吻長尾鱈
燕短吻長尾鱈，為輻鰭魚綱鱈形目鼠尾鱈科的其中一種，分布於東大西洋亞速群島、維德角群島及馬德拉群島海域，屬深海底棲性魚類，深度1226-2330公尺，本魚吻短且鈍，眼大，體黑褐色至黑色，鰓腔黑色，體長可達21公分，棲息在大陸坡底層水域，生活習性不明。

## 扩展阅读
維基物種上的相關：燕短吻長尾鱈